# Lijst van nummer 1-hits in de UK Singles Chart in 1992
Deze hits stonden in 1992 op nummer 1 in de UK Singles Chart:
| Datum        | Artiest            | Titel                                               |
| ------------ | ------------------ | --------------------------------------------------- |
| 4 januari    | Queen              | Bohemian Rhapsody / These Are the Days of Our Lives |
| 11 januari   | Queen              | Bohemian Rhapsody / These Are the Days of Our Lives |
| 18 januari   | Queen              | Bohemian Rhapsody / These Are the Days of Our Lives |
| 25 januari   | Wet Wet Wet        | Goodnight Girl                                      |
| 1 februari   | Wet Wet Wet        | Goodnight Girl                                      |
| 8 februari   | Wet Wet Wet        | Goodnight Girl                                      |
| 15 februari  | Wet Wet Wet        | Goodnight Girl                                      |
| 22 februari  | Shakespears Sister | Stay                                                |
| 29 februari  | Shakespears Sister | Stay                                                |
| 7 maart      | Shakespears Sister | Stay                                                |
| 14 maart     | Shakespears Sister | Stay                                                |
| 21 maart     | Shakespears Sister | Stay                                                |
| 28 maart     | Shakespears Sister | Stay                                                |
| 4 april      | Shakespears Sister | Stay                                                |
| 11 april     | Shakespears Sister | Stay                                                |
| 18 april     | Right Said Fred    | Deeply Dippy                                        |
| 25 april     | Right Said Fred    | Deeply Dippy                                        |
| 2 mei        | Right Said Fred    | Deeply Dippy                                        |
| 9 mei        | KWS                | Please don't go / Game boy                          |
| 16 mei       | KWS                | Please don't go / Game boy                          |
| 23 mei       | KWS                | Please don't go / Game boy                          |
| 30 mei       | KWS                | Please don't go / Game boy                          |
| 6 juni       | KWS                | Please don't go / Game boy                          |
| 13 juni      | Erasure            | ABBA-esque (ep)                                     |
| 20 juni      | Erasure            | ABBA-esque (ep)                                     |
| 27 juni      | Erasure            | ABBA-esque (ep)                                     |
| 4 juli       | Erasure            | ABBA-esque (ep)                                     |
| 11 juli      | Erasure            | ABBA-esque (ep)                                     |
| 18 juli      | Jimmy Nail         | Ain't No Doubt                                      |
| 25 juli      | Jimmy Nail         | Ain't No Doubt                                      |
| 1 augustus   | Jimmy Nail         | Ain't No Doubt                                      |
| 8 augustus   | Snap!              | Rhythm Is a Dancer                                  |
| 15 augustus  | Snap!              | Rhythm Is a Dancer                                  |
| 22 augustus  | Snap!              | Rhythm Is a Dancer                                  |
| 29 augustus  | Snap!              | Rhythm Is a Dancer                                  |
| 5 september  | Snap!              | Rhythm Is a Dancer                                  |
| 12 september | Snap!              | Rhythm Is a Dancer                                  |
| 19 september | The Shamen         | Ebeneezer Goode                                     |
| 26 september | The Shamen         | Ebeneezer Goode                                     |
| 3 oktober    | The Shamen         | Ebeneezer Goode                                     |
| 10 oktober   | The Shamen         | Ebeneezer Goode                                     |
| 17 oktober   | Tasmin Archer      | Sleeping Satellite                                  |
| 24 oktober   | Tasmin Archer      | Sleeping Satellite                                  |
| 31 oktober   | Boyz II Men        | End of the Road                                     |
| 7 november   | Boyz II Men        | End of the Road                                     |
| 14 november  | Boyz II Men        | End of the Road                                     |
| 21 november  | Charles & Eddie    | Would I Lie to You?                                 |
| 28 november  | Charles & Eddie    | Would I Lie to You?                                 |
| 5 december   | Whitney Houston    | I Will Always Love You                              |
| 12 december  | Whitney Houston    | I Will Always Love You                              |
| 19 december  | Whitney Houston    | I Will Always Love You                              |
| 26 december  | Whitney Houston    | I Will Always Love You                              |

1952 ·
1953 ·
1954 ·
1955 ·
1956 ·
1957 ·
1958 ·
1959 ·
1960 ·
1961 ·
1962 ·
1963 ·
1964 ·
1965 ·
1966 ·
1967 ·
1968 ·
1969 ·
1970 ·
1971 ·
1972 ·
1973 ·
1974 ·
1975 ·
1976 ·
1977 ·
1978 ·
1979 ·
1980 ·
1981 ·
1982 ·
1983 ·
1984 ·
1985 ·
1986 ·
1987 ·
1988 ·
1989 ·
1990 ·
1991 ·
1992 ·
1993 ·
1994 ·
1995 ·
1996 ·
1997 ·
1998 ·
1999 ·
2000 ·
2001 ·
2002 ·
2003 ·
2004 ·
2005 ·
2006 ·
2007 ·
2008 ·
2009 ·
2010 ·
2011 ·
2012 ·
2013 ·
2014 ·
2015 ·
2016 ·
2017 ·
2018 ·
2019 ·
2020 ·
2021
- Nederland (Top 40)
- Nederland (Single Top 100)
- Vlaanderen (Radio 2 Top 30)
- Australië
- Duitsland
- Frankrijk
- Italië
- Verenigd Koninkrijk
- Verenigde Staten (Hot 100)